# Zygophyxia erlangeri
Zygophyxia erlangeri är en fjärilsart som beskrevs av Louis Beethoven Prout 1932. Zygophyxia erlangeri ingår i släktet Zygophyxia och familjen mätare. Inga underarter finns listade i Catalogue of Life.